# Raphicerus sharpei
Raphicerus sharpei là một loài động vật có vú trong họ Bovidae, bộ Artiodactyla. Loài này được Thomas mô tả năm 1896.

## Hình ảnh

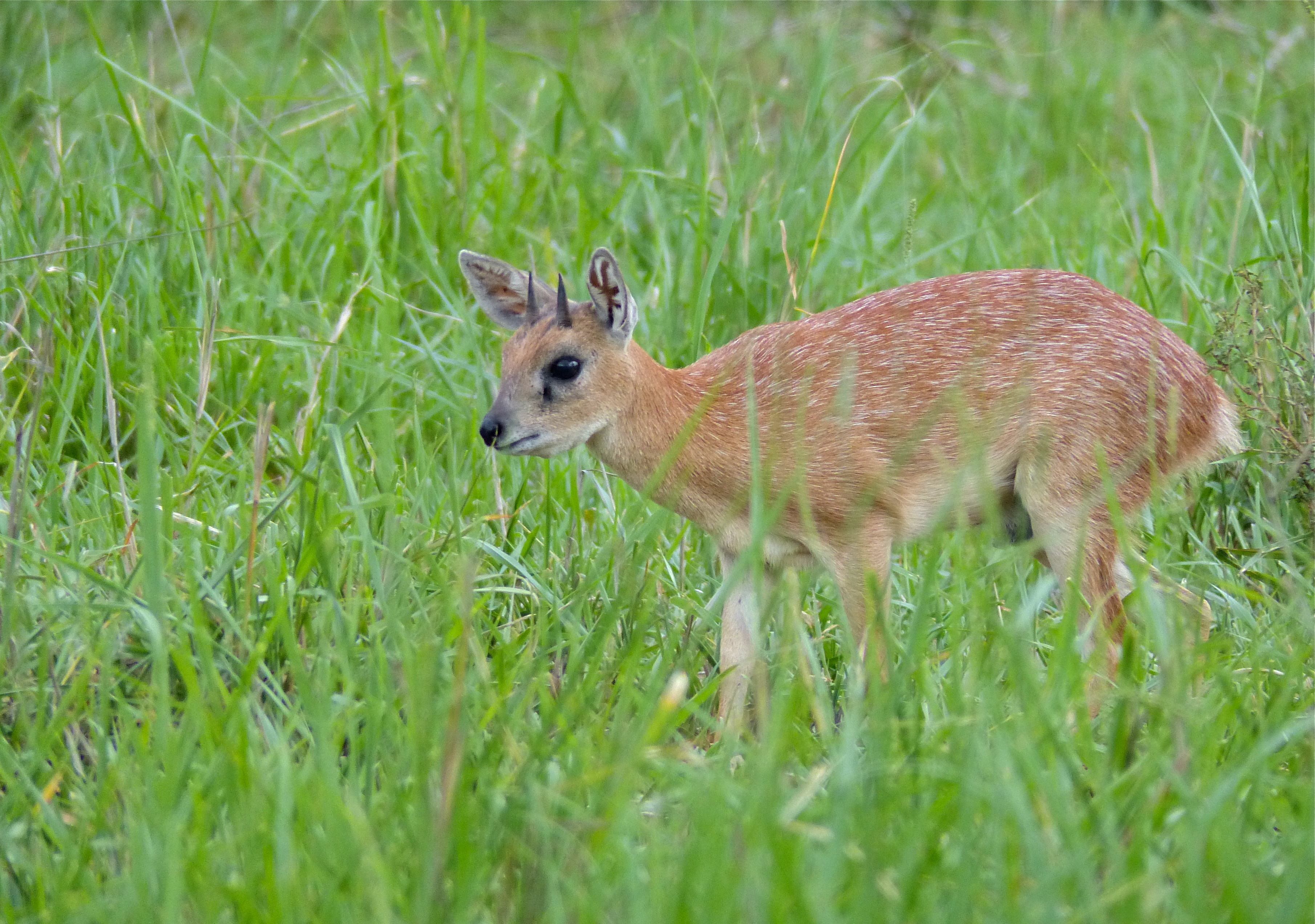
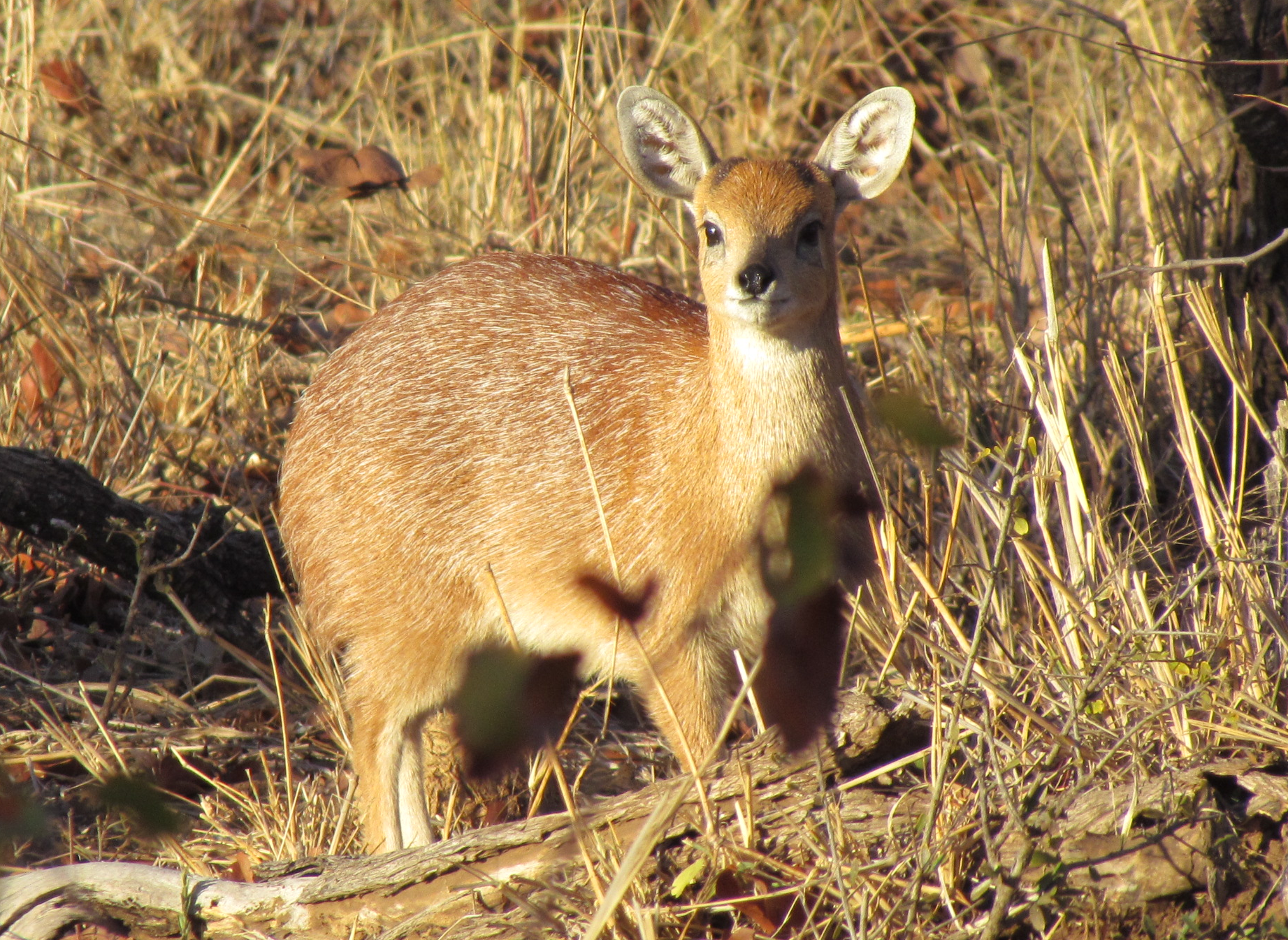